# This Must Be the Place
This Must Be the Place (Un lugar donde quedarse, en España; Este es mi lugar, en Argentina; Un lugar maravilloso, en el resto de América Latina) es un drama europeo de 2011, dirigido por el guionista y director italiano Paolo Sorrentino, escrita por el propio Sorrentino y Umberto Contarello y estrenada en Italia a finales de 2011, en España a mediados de 2012 y en Estados Unidos a finales de 2012.
Protagonizada por Sean Penn y Frances McDormand, la película narra la vida Cheyenne, una estrella de rock retirada que ha alcanzado la cincuentena y que vive retirado en Dublín desde hace dos décadas. Luego de mostrar la vida cotidiana de Cheyenne, la historia toma un giro cuando decide viajar de regreso a Nueva York para ver a su padre ante de que éste muera. Al leer los documentos de padre, Cheyenne descubre las vejaciones que sufrió a manos de un criminal nazi durante su estancia en un campo de concentración en la 2.ª Guerra Mundial, para lo cual recorre Estados Unidos con intención de localizarlo.
La película es italiana con una participación menor de Irlanda y Francia. La fotografía para la película se comenzó a desarrollar en agosto de 2010, mientras que el rodaje tuvo lugar en Irlanda, Italia, así como en tres estados de la Estados Unidos: Michigan, Nuevo México y Nueva York. El film entró en competición para el festival de cine de Cannes del año 2011.

## Premios
Festival de Cannes (2011): Sección oficial a concurso. 1 Palma de Oro.
- Premio del jurado: Paolo Sorrentino.

Academia del cine italiano (2011): 6 David di Donatello.
- Mejor guionista: Umberto Contarello y Paolo Sorrentino.
- Mejor cinematografía: Luca Bigazzi
- Mejor música: David Byrne
- Mejor canción: David Byrne y Will Oldham por la canción: If It Falls, It Falls.
- Mejor maquillaje: Luisa Abel
- Mejor estilismo: Kim Santantonio

Premios Flaiano (2012). 1 Pegaso de Oro.
- Mejor director (Paolo Sorrentino).

## Reparto
- Sean Penn, en el papel de Cheyenne.
- Frances McDormand en el papel de Jane.
- Judd Hirsch en el papel de Mordecai Midler.
- Eve Hewson en el papel de Mary.
- Kerry Condon en el papel de Rachel.
- Harry Dean Stanton en el papel de Robert Plath.
- Joyce Van Patten en el papel de Dorothy Shore.
- David Byrne interpretándose a sí mismo.
- Olwen Fouéré en el papel de la madre de Mary.
- Shea Whigham en el papel de Ernie Ray.
- Liron Levo en el papel de Richard.
- Heinz Lieven en el papel de Aloise Lange.
- Simon Delaney en el papel de Jeffrey.
- Er Li Deng interpretando a un maestro de Tai Chi.